# 菲律宾针尾雨燕
，又名快捷燕，體長20~20.5 cm，最高的飛行速度為時速250-300公里，棲息在山地森林，常在溪流、河谷水面等處出現。是水平飞行速度最快的动物，时速最快可达170千米。

## 特征
菲律宾针尾雨燕体重约42.5克，翼长约161.5毫米，嘴峰长约6.7毫米，喙宽度约2.9毫米，喙厚度约3.2毫米，跗蹠长约12.6毫米，尾长约26.1毫米。菲律宾针尾雨燕在其分布区内为留鸟，其栖息在密集的高大树木组成的森林中，食性为肉食性，主要食物来源是陆生无脊椎动物。

## 分布
菲律宾（宿务、莱特、棉兰老岛、内格罗斯、比里兰、萨马岛）。